# Flughafen Urganch

i8
i11
i13
Der Flughafen Urganch (usbekisch Urganch Xalqaro Aeroporti, IATA-Code: UGC, ICAO-Code: UTNU) ist ein internationaler Flughafen bei Urganch, im Westen Usbekistans. Er ist 5 bis 15 Autominuten vom Stadtzentrum entfernt.

## Fluggesellschaften und Ziele
| Fluggesellschaft   | Destination              |
| ------------------ | ------------------------ |
| Uzbekistan Airways | Taschkent, Samarqand     |
| Turkish Airlines   | Istanbul                 |
| SCAT Airlines      | Aqtau                    |
| S7 Airlines        | Moskau-Domodedowo        |
| Ural Airlines      | Sankt Petersburg-Pulkowo |

Saisonal finden zudem diverse zusätzliche Charterflüge nach Russland und in die Nachbarstaaten statt.